# Jean-François Paul de Gondi
Jean-François Paul de Gondi, kardinaal de Retz (Montmirail, 20 september 1613 – Parijs, 24 augustus 1679) was een Frans staatsman en dagboekschrijver.

## Levensloop

### Jeugd en opleiding
Jean-François de Gondi werd geboren in een Florentijnse adellijke familie, die in het voetspoor van Catharina de' Medici naar Frankrijk was getogen. Zijn oom Jean-François de Gondi was de eerste aartsbisschop van Parijs. Zijn vader Philippe-Emmanuel de Gondi was de beschermheer van Vincentius a Paulo, die tussen 1613 en 1617 zijn huiskapelaan was.
Hij werd door zijn familie al zeer vroeg voorbestemd voor de geestelijke stand en ontving in 1623 de tonsuur. Hij voelde zelf meer voor een militaire loopbaan en zag zichzelf niet in staat om de kuisheidsgelofte te eerbiedigen. Hij studeerde aan het jezuïetencollege van Clermont en bleek een briljante maar ongedisciplineerde leerling. Vervolgens studeerde hij theologie aan de Sorbonne in Parijs. Hij toonde tijdens zijn opleiding bijzondere interesse voor de klassieke auteurs Sallustius en Plutarchus. Zijn voorliefde voor gekonkel bracht hem ertoe om op 25-jarige leeftijd het historisch relaas La Conjuration du comte de Fiesque (1639) te schrijven.
In 1627, op 14-jarige leeftijd, was hij al benoemd tot kanunnik van de Notre-Dame van Parijs. Hij ontving in 1643 zijn priesterwijding en werd daarna meteen benoemd tot hulpbisschop van zijn oom, tegen de zin van kardinaal Richelieu, die hem zijn opstandige geest verweet. Ook zijn oom maakte zich zorgen om zijn hervormingsplannen. Op 13 januari 1644 volgde zijn benoeming tot titulair aartsbisschop van Korinthe. Hij verwierf al spoedig vermaardheid door zijn welbespraaktheid, zijn liefdadigheidswerk en zijn banden met prominenten en geheime genootschappen.

### Rol tijdens de Fronde
Eerzucht, het verlangen om kardinaal te worden, zijn natuurlijke aanleg voor kuiperij en zijn weerstand tegen de absolute monarchie waren de belangrijkste drijfveren van Gondi om vanaf het begin een actieve rol te spelen tijdens de onlusten van de Fronde tegen kardinaal Mazarin. Hij wierp zich aanvankelijk op als bemiddelaar tussen koningin Anna van Oostenrijk en de leden van de parlementen. Na het mislukken van de vrede van Reuil en de vrede van Saint-Germain ijverde hij om de opstand een leider te geven. De Grote Condé bedankte voor die eer. Gondi moest zich tevredenstellen met de prins van Conti, diens jongere broer.
Toen de regimenten van het Duitse leger in maart 1649 desertie pleegden, zag Gondi het tij keren. Hij onderhandelde inderhaast een codicil met de koningin-moeder, waarin hij gunstige posities bedong voor zichzelf en zijn vrienden. Het codicil werd evenwel openbaar gemaakt door de voorzitter van het parlement te Parijs. Daardoor kreeg de populariteit van Gondi een flinke deuk.
Toen Condé te invloedrijk werd na de Fronde parlementaire, zag Anna van Oostenrijk zich genoodzaakt om een beroep te doen op Gondi en zijn kliek. Dankzij zijn maîtresse Charlotte-Marie de Lorraine wist hij zich in de gunst te werken van Gaston van Orléans, de oom van de koning. Na een ontmoeting met de koningin-moeder liet Gondi verstek gaan in ruil voor de door hem zo begeerde kardinaalstitel. Op 18 januari 1650 werden de prinsen gearresteerd.
Nadat de prinsen op 25 november waren overgebracht naar Le Havre, weigerde Mazarin hem echter de kardinaalshoed te verlenen. Gondi veranderde alweer van kamp en nam daarbij Gaston van Orléans met zich mee. Hij eiste de ambtsontheffing van Mazarin en hitste het volk op tegen koning Lodewijk XIV. Tijdens die opstand drongen twee roervinken binnen in de koninklijke slaapvertrekken. De koning heeft Gondi die vernedering nooit vergeven. Gondi onderhandelde intussen met de in 1651 verbannen Mazarin en beloofde zijn terugkeer naar Frankrijk te steunen in ruil voor de kardinaalshoed. Hij startte daarna een pamflettencampagne tegen de Grote Condé.

### Kardinaalschap en val
Op 19 februari 1652 werd Gondi uiteindelijk tot kardinaal gecreëerd door paus Innocentius X. Hij ontving zijn baret op 11 september in Compiègne. Terug in Parijs werd hij uitgespuwd door de oorlogsmoeë burgerij vanwege zijn politieke gekonkel. Toen de koning in oktober 1652 opnieuw naar Parijs terugkeerde, smeet hij de pas benoemde kardinaal de Retz terstond in de kerkers van Vincennes.
Op 21 maart 1654 stierf zijn oom. Kardinaal de Retz bevond zich op dat ogenblik nog steeds in de gevangenis ondanks bemiddeling door zijn vrienden, het kapittel van de Notre-Dame, de bisschoppen en zelfs door de paus. De Retz tekende een zeer vaag opgesteld verzoeningsdocument waarin hij afstand doet van zijn nieuwe positie als aartsbisschop van Parijs, waarvan hij daarna meteen weer afstand nam. Hij werd onder toezicht geplaatst in het kasteel van Nantes, maar wist te ontsnappen door een touw onder zijn soutane te verstoppen. Mazarin verklaarde zijn aartsbisdom vacant en Retz moest vluchten. Via Belle-Île-en-Mer en San Sebastian reisde hij naar Rome. Hij benoemde vicarissen, die zijn aartsbisdom in zijn plaats bestuurden. In 1655 werd Innocentius X opgevolgd door paus Alexander VII. Mazarin schilderde zijn rivaal bij de nieuwe paus af als een fanatiek jansenist. Alexander VII nam vervolgens meteen afstand van Retz, ofschoon hij zijn pontificaat deels aan diens steun te danken had.
Tijdens zijn jaren in ballingschap vestigde Retz zich eerst op het eiland Belle-Île-en-Mer, dat hij had geërfd van zijn oudoom Albert de Gondi. Uit geldnood besloot hij het eiland te verkopen aan opperintendant Nicolas Fouquet tegen een prijs van ongeveer 140.000 pond. Kardinaal de Retz nam vervolgens zijn intrek in het kasteel van Commercy, het centrum van het vorstendom dat hij van zijn moeder had geërfd in 1642. Zijn bemoeienissen met de benoeming van vicarissen voor het aartsbisdom van Parijs zorgen ervoor dat hij elke steun van de paus verliest en dat er in Frankrijk een arrestatiebevel tegen hem wordt uitgevaardigd.
Retz reisde door heel Europa en ging zich interesseren voor de plaatselijke politiek. Hij verbleef in Constanz, Ulm, Augsburg, Frankfurt, Hamburg, Holland, Engeland en Brussel. Ondertussen bleef hij steun zoeken voor zijn zaak en pamfletten schrijven tegen Mazarin. Na de dood van Mazarin in 1661 hoopte hij zich weer in de gratie te werken bij het hof. Hij onderschatte echter de rancune van Lodewijk XIV. In 1661 zag hij af van zijn bisschopszetel in ruil voor de abdij van Saint-Denis met haar rijke inkomsten. In 1668 kon hij terugkeren naar Parijs. Hij bleef zich bemoeien met de politiek, maar alleen met die van Parijs en Rome. Hij weerhield Alexander VII ervan om het parlement van Parijs te excommuniceren, dat zich bij de Sorbonne had aangesloten in zijn strijd tegen de pauselijke onfeilbaarheid. Hij nam ook deel aan de conclaven van de pausen Clemens IX, Clemens X en Innocentius XI.
De zieke Retz trok zich terug in de abdij van Saint-Denis en stierf op 24 augustus 1679. Hij werd er tevens begraven, maar koning Lodewijk XIV verhinderde de oprichting van een gedenkteken.

## Schrijverschap

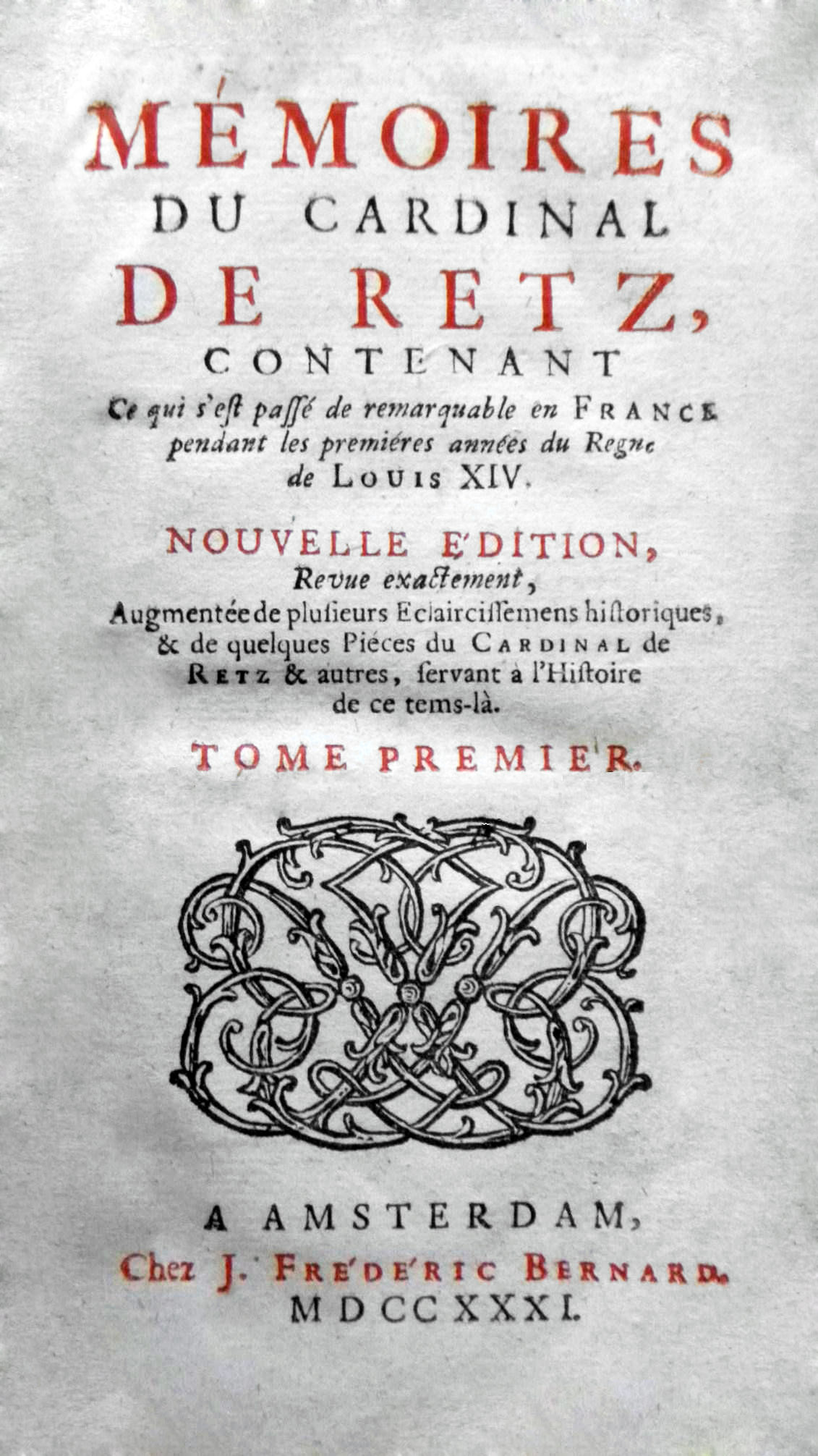
Titelblad van de Mémoires

Kardinaal de Retz is nog steeds bekend voor zijn Mémoires (1717). Daarin schetst hij een beeld van zijn betrokkenheid bij de Fronde. De memoires zijn gericht aan een onbekende vrouw. Ze worden gekenmerkt door een levendige verteltrant en tekenende karakterschetsen. Ze vormden tevens een grote bron van inspiratie voor Vingt ans après (1845) van Alexandre Dumas.
Retz gold destijds als literair rivaal van François de La Rochefoucauld.